# Тиранчики-гренадеры
Тиранчики-гренадеры (лат. Lophotriccus) — род воробьиных птиц из семейства Тиранновые.

## Список видов
- Длиннохохлый тиранчик-гренадер Lophotriccus eulophotes Todd, 1925
- Lophotriccus galeatus (Boddaert, 1783)
- Чешуехохлый тиранчик-гренадер Lophotriccus pileatus (Tschudi, 1844)
- Двухполосый тиранчик-гренадер Lophotriccus vitiosus (Bangs et Penard, 1921)